# Змінні дія — кут
Змінні дія-кут — пара канонічно спряжених змінних класичної механічної системи, в якій роль імпульсу відіграє змінна дії — адіабатичний інваріант.
Твірною функцією для канонічного перетворення до нових змінних є функція
{\displaystyle S_{0}(q,E)=\int p(q,E)dq},
де E — енергія, однозначно зв'язана з адіабатичним інваріантом I.
Канонічно спряжена до змінної дії кутова змінна w визначається, як
{\displaystyle w={\frac {\partial S_{0}(q,I)}{\partial I}}}
Рівняння руху в змінних дія-кут мають дуже простий вигляд:
{\displaystyle {\dot {I}}=0,}
{\displaystyle {\dot {w}}={\frac {dE}{dI}}=\omega (I)}
Таким чином, адіабатичний інваріант I є інтегралом руху, а кутова змінна зростає з часом за лінійним законом. За один період кутова змінна збільшується на {\displaystyle 2\pi }. Вихідні змінні координата q та імпульсу p є періодичними функціями кутової змінної.